# グッド・モーニング!!!ドロンジョ
『グッド・モーニング!!!ドロンジョ』（英名：Good Morning!!! DORONJO）は、2015年3月30日から2016年3月25日まで日本テレビ系列『ZIP!』のコーナーである「あさアニメ」（7:50 - 7:51）において、タツノコプロと『ZIP!』がコラボレーションして放送されていた『ヤッターマン』（後述するとおり、一部は『科学忍者隊ガッチャマン』を含む）をコメディータッチに仕上げた日本の短編FLASHアニメである。

## 概要
『ヤッターマン』をコメディータッチに仕上げた作品で、登場キャラクターも『ヤッターマン』のドロンボー一味と同様となり、1話分の長さは約1分間という短編のFlashアニメーション作品。「あさアニメ」におけるタツノコプロとのコラボ作品は2011年 - 2013年放送の『おはよう忍者隊ガッチャマン』、2014年 - 2015年放送の『おはようハクション大魔王』以来3作目となり、2013年 - 2014年放送の『マジンガーZIP!』を含めた「あさアニメ」前3作同様に現代社会における事柄をゆるいお笑いスタイルで再現するという内容。「ドロンジョ」をはじめとした三悪であるドロンボー一味が戦う相手はヤッターマンではなく、おはよう忍者隊ガッチャマンとギャラクターとなっており、過去の「あさアニメ」作品とのコラボレーションでは初作品となっている。話によっては、ドロンボー一味が全く登場せず、ガッチャマンとギャラクターのみ（およびどちらか片方のみ）の登場で、事実上『おはよう忍者隊ガッチャマン』の続編のような話もある。また、それぞれの主人公であるドロンジョおよびベルク・カッツェのみ登場する話も多く制作されている。声優についても、過去の『ヤッターマン』および前作の『夜ノヤッターマン』とは異なっている。
『ヤッターマン』のシリーズは、日本テレビ系列では2008年から2009年にかけて放送された『ヤッターマン（リメイク版）』（読売テレビ制作）、2009年に日本テレビなどが制作参加した実写版映画の『ヤッターマン』、2015年1月から日本テレビ系列の一部局 で順次放送されている『夜ノヤッターマン』（制作委員会に読売テレビが参加）があり、本作品は『夜ノヤッターマン』に次ぐシリーズ作品である。しかし、3作の制作に関与した読売テレビでは、2015年12月25日まで自社ローカルパートとの兼ね合いから本編は放送されておらず、CMだけが放送されていたが、2016年1月5日から放送時間変更に伴い、同じく「あさアニメ」が非ネットだった札幌テレビ共々放送を開始した。逆に、『夜ノヤッターマン』は日本テレビでは放送されていなかった。
アニメーション制作は過去の3作品同様に、引き続きCGアニメの制作会社「ODDJOB」が担当するほか、スタッフも続投している。最新話は『ZIP!』公式サイトにおいて放送終了後限定配信（月 - 木曜放送分は24時間、金曜放送分は3日間）されている他、日テレオンデマンドの見逃し放送無料配信サイトである「日テレ無料TADA!」においても、前作『おはようハクション大魔王』同様に7日間限定配信が実施されている。また、動画配信サービスHuluで過去の全話が有料配信されている。CS放送の日テレプラス ドラマ・アニメ・音楽ライブでは1ヶ月分をまとめて30分番組として放送している。

## 登場キャラクター

### ドロンボー一味
ドクロストーンの収集に執念を燃やす悪党グループ。後述するスタンプなど、いろいろなことで資金源を得ながら、かつ日本全国を回って全てのドクロストーン収集を目指しているが、収集そっちのけで観光を行うことが多い。また、三日月サンゴ礁やギャラクター本部のモニタージャックも行っている。日本テレビタワーに来た際には、『笑点』で桂歌丸に見せるカンペを拾って内容を読んだこともある他、『全国高等学校クイズ選手権』にディレクターとして潜入したこともある。原作に比べ、悪としてのプライドはあまりなく、当初、同じ悪であるギャラクターやその宿敵のガッチャマンと敵対していたが回を追うごとにギャラクターと共闘したり、ジュンと女友達として付き合っている。
ドロンジョ
声 - 能町みね子
今作の主人公。ドロンボー一味の女ボス。ファミレスの食事代金や、パソコンの修理代の支払いを渋るなどケチな性格でもあり、facebookで顔写真を公開するなどの情報漏洩をしてしまったことも。取得している資格は西村知美が取得している資格ばかりである。「あなたとスカポンタン」なる写真集を出版した際には、Amazonのレビューでバッシングを受け、「鍋の下敷きに使える」とのレビューで好評価をもらう羽目となった。カッツエに代わってギャラクター本部の留守を行った際には、ギャラクター隊員からため口で返される始末だった。ドロンジョのオリジナルの設定に加え、演じている能町の特徴がそのまま反映されている。
中でも特徴的なのは大相撲ファン（好角家）であることで、お気に入りは安美錦。好角家であるがゆえに、物事を相撲で例える癖もあり、ボヤッキー・トンズラーにとっては悩みの種でもある（例：前述のパソコンの修理代の高さを、枡席の料金に例える）。果てには、後述する時天空型のゾロメカまで用意させるほどになっている。
もう1つはモノマネである。銀行に潜入してドクロストーンを狙おうとした時には、中島みゆきのモノマネをやったせいで警報装置が作動したことがある（中島みゆきのモノマネは、能町が出演する『ヨルタモリ』（フジテレビ）で披露されている）。
ボヤッキー
声 - 宮崎吐夢
ドロンボー一味の頭脳自慢。女子高生好きで、夢はスポーツカーを購入して女子高生とドライブすること。本作品では料理担当であり、ドクロベエの指令より自分が作った料理の出来の方を気にすることがある。ダイドコロンのボヤッキーが座る席は土足厳禁となっている。
頭は良いが間抜けなところも変わらず、金儲け目的でLINEのスタンプを作っている。しかし、相当マニアックなシチュエーションで使用するものばかりで、ドロンジョを呆れさせていることが多いなど他の2人に比べ、オリジナルに近い設定になっている。
トンズラー
声 - 深田純
ドロンボー一味の怪力自慢で、北海道出身 でかつ元プロレスラー。プロレスに詳しく、それゆえに愛読書はアニマル浜口の著書で、スマホの音楽アプリに入れている曲は長州力の「パワー・ホール」や阿修羅・原の「阿修羅」などプロレステーマ曲ばかりである。関西弁を駆使してはいるものの、実際にはCDを聞きながら習得している。岩谷テンホーにも詳しい。原作のように語尾に「○○まんねん」を付けて話すことがなく、より似非関西弁キャラになっている。77歳になる母親がおり、母親は武田久美子似の美魔女を目指している。
金儲け目的で演歌歌手デビューを狙っている。ドロンジョ、ボヤッキー、ダイゴの前で『悲しい色やね』を歌ったところ、ダイゴから広島弁で「大阪の海の向こうにうっすらロシアが見えるのう」と言われる始末だった。その一方で、ドロンボーをドロソボーと書いたり、健に対して朝のアリバイを証明しようとしてかつて『ズームイン!!朝!』で放送されていた「ウイッキーさんのワンポイント英会話」を見ていたと話すなどマヌケな性格でもある。ドクロストーン収集そっちのけで、GW中に福岡市内観光を目論んだことも。
ドクロベエ
声 - 深田純
ドロンボー一味に指令を与える黒幕。ドロンジョのスマホに指令を行った際、ドロンジョにメールが頻繁に来たことから、ドロンジョのスマホを没収しようしたり、指令を与えている最中にCoCo壱番屋から出前が届いたために指令を中止した事も。一方でドロンボーの口車に乗せられ、理想の上司になるために物真似したり、流行語大賞2連覇を狙うドロンジョを注意しながらも自分も協力する、ギャラクター隊員が名刺を差し出した際に丁寧な対応を行うなど、原作よりもお茶目で人情な一面を見せている。

### おはよう忍者隊ガッチャマンのキャラクター

#### おはよう忍者隊ガッチャマン
現在は、2つの悪（ギャラクター、ドロンボー一味）と戦っている。ケンとジュンの2人でデート中、偶然近くを通りかかったドロンボー一味をギャラクターと勘違いする形で邂逅する。ドロンボー一味による宝石強奪作戦も、ボヤッキーとトンズラーが大声を出したため、ゴッドフェニックスによるパトロール中に察知している。ドロンボー一味の建造物侵入現場や恵比寿駅前にあるカラオケボックスにドロンボー一味が立ち寄ったことをたまに突き止めるが、ドロンボー一味を取り逃がすことが多い。
大鷲の健
声 - BOSE（スチャダラパー）
おはよう忍者隊のリーダー。メンバーで一番ドロンボーやギャラクターを敵視しているが、ドロンジョとカッツェにどちらが悪かを問いただされたり、何らかで注意を逸らされて逃げられるなど、戦いでは勝っているがドロンジョたちや仲間のジュンに振り回されることが多い。また勝手な勘違いでドロンジョとジュンで二股をかけようとしたこともある。
コンドルのジョー
声 - 宮崎吐夢
白鳥のジュン
声 - しまおまほ
ドロンジョのTwitterアカウントをフォローし、ドロンボー一味の情報収集に努めている。広島東洋カープのファンでもあり、カープ女子である。ドロンジョと気が合う様子がしばしば見受けられ、お互い本当は戦いそっちのけで仲良くなりたい様子。
燕の甚平
声 - BOSE（スチャダラパー）
みみずくの竜
声 - ANI（スチャダラパー）
アンダーソン長官
声 - 宮崎吐夢
国際科学技術庁長官。ギャラクター本部にスパイを送り込ませて内部の映像を撮影させる最初のギャラクター本部潜入作戦に於いては、ケンに「『やべっちFC』（テレビ朝日）におけるインタビューのような映像だと思ってますね？」とコメントしていた。最終話の1話前にはこのアニメが明日で最終回を迎える旨をおはよう忍者隊とヤッターマン、ギャラクターとドロンボー一味との対決に割って入る形で告げた。

#### ギャラクター
世界征服を目指す悪の組織で、ドロンボー一味とライバル意識が高いが、最近は結託している。特に代官山や渋谷駅ハチ公口などの渋谷区内、六本木、池袋などの都内に出没する。ドロンボー一味のアジトのモニタージャックを行うことも。
ベルク・カッツェ
声 - 宮崎吐夢
ギャラクターの幹部。ドロンボー一味と時を同じくして、タートルキングに乗って代官山を襲撃した。ドロンボー一味のアジトを訪れた際は、『セックス・アンド・ザ・シティ』に登場したケーキを持参して訪れている。ギャラクター本部の清掃は欠かさず行っている。クックパッドのプレミアム会員でもある。ギャラクターの経費削減のためにコピー機のリース契約を解除するなどケチである。ネットニュースにギャラクターの活躍が紹介された際にも、バナー広告が脱毛関連だったために、脱毛製品を購入したとカミングアウトしたことも。2018年ワールドカップアジア2次予選（カンボジア戦〈2015年9月3日埼玉スタジアム2002〉）では、再度前園真聖を誘拐することを計画していた。原作同様男と女の融合体であるため、声は男だが女であり、よくドロンジョや宿敵のジュンと女子会することが度々あったり、隊員たちを理不尽な要求してこき使いながらもボスとして大切にしている。
ギャラクター隊員
声 - ANI（スチャダラパー）
ギャラクターの手下。カッツェからよく買い出しに行かされたり、カッツェが行うビートたけしの物まねにつきあわされる。サッカーファンが多いため、2018年ワールドカップアジア2次予選開幕直前には、サッカー談義に走り、応援ユニホームをどの選手にするか討論していた。ドロンボー一味との戦いにおける秘密特訓で高圧電流を浴びせられたことや、ドロンジョをカッツェと間違えたことも。ドロンボー一味が開発したウサイン・ボルト並みに脚力が10倍になるというカプセルの実験台にされたことも。カッツエがおつかいに行った際には、公共料金の支払いを依頼するなど理不尽な要求をしていた他、ドロンボー一味とギャラクター連合軍による池袋襲撃計画の計画書をコンビニのコピー機でコピーした際には、同時にスポーツ報知なども購入していた。しかし、バレンタインのお返しでハート型に見える並び方をするなど部下としてそれなりに敬愛している様子。
ダイゴ
広島県出身のギャラクター隊員。『7daysTV』壊滅作戦に於いて、母親と通話中に母親からカッツェに電話を替わるよう言われ、ダイゴの母親はカッツェに「笑福亭鶴瓶のサインが欲しい」とねだっていた。また、おはよう忍者隊本部に呼び出され、ケンとアンダーソン長官にドロンジョとカッツェに関する情報について事情聴取を受けたことも。
印刷工場の跡取り息子の隊員
ギャラクターに入隊したのはよかったのだが、印刷工場を継ぐことになりギャラクターを辞めることになった。カッツェはケンに対して代々木公園の近くにある台湾料理屋で送別会を開くなど提案していた。

### その他の登場人物
ナレーション、店員
声 - ANI（スチャダラパー）
ヤッターマン1号、ヤッターマン2号
おはよう忍者隊が呼んだ助っ人で、ドロンボーの本来の宿敵。ようやくドロンボー一味を見つけたが、最終2話のみの登場となり、1号はそのことに不満だったが2号は気にしておらず、ドロンジョやジュンたちが戦いを放棄するのに賛成した。
※以下は全て本人役。
桝太一（日本テレビアナウンサー・本人役、2015年3月30日・4月3日・7月10日・7月24日・7月28日）
ドロンボー一味による宝石窃盗事件を取材し、ドロンボー一味のアジトの潜入取材やドロンジョとカッツエとの会談の取材に成功した日本テレビアナウンサー。取材において、ドロンボー一味を「あまり頭のよくない犯行グループ」や「外国人を含んだ犯罪グループ」などとレポートしていた。また、自ら司会を務める『全国高等学校クイズ選手権』においても、ディレクターとして潜入したドロンボー一味からドクロストーンの在処を求められ、その翌週の放送でドロンジョに自分の武勇伝を聞かれた時には「大学時代は金髪だった」と告白していた。
小熊美香（日本テレビアナウンサー・本人役、2015年6月22日・8月21日・9月8日・10月2日・11月6日・12月4日・2016年1月29日・2月17日・3月2日・3月17日・3月18日）
ドロンジョとカッツェとの討論番組の司会を務めたり、ガッチャマンへのインタビューを行った日本テレビアナウンサー。ドロンジョとカッツェとの討論番組ではドロンジョVSカッツェとの女子力しりとり対決を取り仕切っていた。
三戸なつめ（本人役、2015年8月6日・8月7日・9月4日）
ドロンボー一味とギャラクターによる渋谷襲撃作戦に偶然居合わせたモデル。
前園真聖（サッカー選手・本人役、2015年9月18日・9月21日・12月10日）
以前2014年ワールドカップアジア最終予選やキリンチャレンジカップ直前に、ギャラクターや『マジンガーZIP!』に登場する地下帝国に捕らわれたことがある元サッカー日本代表選手。主にFIFAクラブワールドカップ2015などの国際試合直前にドロンボー一味とギャラクターの連合軍に捕えられ、いずれかのアジトへ連行される。ドロンボー一味とギャラクターによる渋谷襲撃作戦において、渋谷に偶然居合わせ、その際カッツェにしばらく会えなかったことを謝罪していた。ドロンボー一味とギャラクター連合軍にまたも捕らわれの身となり、カッツェとサッカー日本代表について討論していた。
前山田健一（本人役、2015年10月15日・10月16日）
ドロンボー一味がドクロストーンを捜索中に偶然居合わせたミュージシャン。ドロンジョは作曲家という証拠を掴むために、作曲を行うという理不尽な要求をしていた。
ジェーン・スー（本人役、2015年10月30日・12月1日・2016年1月13日）
宮崎瑠依（本人役、2015年12月8日)
ヨネスケ（本人役、2015年12月11日・12月14日）
かつて『ルックルックこんにちは』などでやっていたコーナーである「突撃!隣の晩ごはん」のリメイク版を行っていた芸能人。ドロンボー一味を訪問しようとしたが、居留守を使われ、ギャラクター本部へも突撃する計画を立てていたものの、最終的にファミレスへ直行して断念した。
曽田茉莉江（本人役、2015年12月16日・12月17日)
ドロンボー一味のアジトで取材を行った『ZIP!』リポーター。ドクロベエに求愛された他、ドロンボー一味とギャラクター連合軍に入隊を志願していた。
團遥香 (本人役、2016年1月8日)
梶原麻莉子（本人役、2016年1月18日）
渡邊ヒロアキ（本人役、2016年2月19日、3月11日）
「にっぽん わくわくキャラバン」を行っている最中にドロンボー一味とギャラクター連合軍に捕えられたミュージシャン。ドクロストーンの在処を求められた他、ドロンボー一味が開発した睡眠カプセルを飲ませて悪の手先にさせようとしたが、最終的にガッチャマンに救助された。

## メカ

### ドロンボー一味のメカ
ダイドコロン
台所をモチーフにした、過去の『ヤッターマン』全作品に登場するメカ。ギャラクターでは、ダイドコロンをタートルキング・メカデゴン・イグアナゴン・ミイラ巨人と同様に巨大メカと呼称している。タートルキングと『TOMORROW』をデュエットで歌ったり、レインブーツを探すために代官山を破壊しまくったことも。
時天空型メカ
ドロンボー一味が開発したゾロメカで、ダイドコロンから発射される。タートルキングに乗って渋谷征服計画に現れたギャラクターを苦しめようとした。得意技は時天空本人同様、蹴手繰りや裾払いといった足による掛け技である。
おしおき三輪車
噴射機構のような物が最後尾に一基のみ備えており、ドロンボー一味の移動手段の一つでもある。
スイッチ各種
ボヤッキーが対おはよう忍者隊ガッチャマン攻撃用や侵入作戦用として開発したスイッチ。ガッチャマン攻撃用はボタン操作により、撒菱が道路上にばら撒かれる、道端に花が咲く、カルガモ親子が道路を横断する、猫が突然現れるなどの機能を持ち、侵入作戦用は世界各国の事情に合わせ、スイッチ操作で各国を代表する動物の鳴き声が流れる。
おだてブタ
ドロンボー一味とギャラクター連合軍の新入団員募集の際に、団員募集用プロモーションビデオを撮影しようとした。その際、ドロンジョ・カッツエ・ギャラクター隊員がラップを歌唱した後に、ボヤッキーが操作するDJテーブルから「豚もおだてりゃ木に登る」のセリフと共に登場する。

### おはよう忍者隊ガッチャマン・ギャラクターのメカ
ゴッドフェニックス
おはよう忍者隊専用機。
三日月サンゴ礁
おはよう忍者隊の秘密基地。
タートルキング
ギャラクターが完成させた巨大メカ。ギャラクターの移動手段の一つでもある。
日傘型熱線放射器
ギャラクターが開発した日傘型の兵器で、傘をさしたまま太陽からの熱を集め、集めた熱線でガッチャマンを攻撃する。ただし、折り畳みには難がある。

### ドロンボー一味とギャラクターが共同開発したメカ
桂歌丸型ボディスーツ・山田隆夫型ボディスーツ
ギャラクターは以前大橋巨泉型ボディスーツを製作したが、巨泉のことを知らないギャラクター隊員がほとんどであったためにテレビ局ジャック作戦は失敗に終わっていた。ドロンボー一味とギャラクター連合軍は日本テレビ侵入作戦を実行するため、日本テレビの番組に出演している人物として、『笑点』の司会を務めている桂歌丸と座布団運びを務めている山田隆夫と同寸法に制作したボディスーツを製作した。実際にギャラクター隊員が装着してものまねを行ったものの、ドロンジョとカッツエに歌丸と山田のものまねが似ていないとして呆れ返る始末だった。

## スタッフ
- 原作 - タツノコプロ
- 監修 - 守屋健太郎
- 脚本 - 堀雅人、せきしろ、国宗大吾
- 音楽 - Yuppa
- テーマ曲 - 未定
- プロデューサー - シンゴスター
- ディレクター - 上野勇
- アニメーション - Kate Arrow
- 制作 - ODDJOB

## 各話リスト

### 2015年
| 話数                                                                                 | サブタイトル                            | 放送日         |
| ------------------------------------------------------------------------------------ | --------------------------------------- | -------------- |
| 1                                                                                    | 怪盗ドロンボー登場!                     | 2015年 3月30日 |
| 2                                                                                    | ドクロベエは支配者だべ〜！              | 3月31日        |
| 3                                                                                    | チョリソの行方                          | 4月1日         |
| 4                                                                                    | ドクロベエを待ちながら                  | 4月2日         |
| 5                                                                                    | ドロンボーは正体不明!?                  | 4月3日         |
| 6                                                                                    | スタンプで儲けろ!                       | 4月6日         |
| 7                                                                                    | ドロンジョの秘密                        | 4月7日         |
| 8                                                                                    | 犯行予告は勇ましく！                    | 4月8日         |
| 9                                                                                    | この宝石は……                            | 4月9日         |
| 10                                                                                   | 火花散る2人!?                           | 4月10日        |
| 11                                                                                   | 予期せぬ出会い!?                        | 4月13日        |
| 12                                                                                   | 怒りのドロンジョ                        | 4月14日        |
| 13                                                                                   | ドロンジョのクエスチョン                | 4月15日        |
| 14                                                                                   | ドロンボーの定例会議                    | 4月16日        |
| 15                                                                                   | 悪のプライド                            | 4月17日        |
| 16                                                                                   | ドクロストーンはどこ?                   | 4月20日        |
| 17                                                                                   | 声を潜めて忍び込め!                     | 4月21日        |
| 18                                                                                   | ドロンジョのつぶやき                    | 4月22日        |
| 19                                                                                   | 名画で対決                              | 4月23日        |
| 20                                                                                   | ふたたびスタンプで儲けろ!               | 4月24日        |
| 21                                                                                   | 大ドロボーとしての適性                  | 4月27日        |
| 22                                                                                   | ガッチャマンから逃げろ!                 | 4月28日        |
| 23                                                                                   | ドクロストーンを探すため                | 4月29日        |
| 24                                                                                   | 前人未到の二連覇                        | 4月30日        |
| 25                                                                                   | アリバイ工作をせよ!                     | 5月1日         |
| 26                                                                                   | パフェとドロンジョ                      | 5月4日         |
| 27                                                                                   | ボヤッキーの発明                        | 5月5日         |
| 28                                                                                   | カッツェの秘密特訓                      | 5月6日         |
| 29                                                                                   | 変わり身の術                            | 5月7日         |
| 30                                                                                   | 母の日のドロンボー                      | 5月8日         |
| 31                                                                                   | 日本テレビ危機一髪!?                    | 5月11日        |
| 32                                                                                   | ドロンジョ、パニック!                   | 5月12日        |
| 33                                                                                   | あたす あたす……                         | 5月13日        |
| 34                                                                                   | カッツェの健康チェック                  | 5月14日        |
| 35                                                                                   | 母への想いとトンズラー                  | 5月15日        |
| 36                                                                                   | ドロンジョの迷い                        | 5月18日        |
| 37                                                                                   | みんなって誰?                           | 5月19日        |
| 38                                                                                   | 9秒87への挑戦                           | 5月20日        |
| 39                                                                                   | ドロンジョの決断                        | 5月21日        |
| 40                                                                                   | 名画で対決2                             | 5月22日        |
| 41                                                                                   | クイズ王者気分を                        | 5月25日        |
| 42                                                                                   | 流出!ギャラクターの内部映像!            | 5月26日        |
| 43                                                                                   | ドロンボー 危機一髪!                    | 5月27日        |
| 44                                                                                   | 広告に気を付けろ!                       | 5月28日        |
| 45                                                                                   | ドクロベエは理想の上司!?                | 5月29日        |
| 46                                                                                   | 激突！悪のプライド                      | 6月1日         |
| 47                                                                                   | ゾロメカ、発進!?                        | 6月2日         |
| 48                                                                                   | トンズラー 演歌の道                     | 6月3日         |
| 49                                                                                   | ドクロベエの秘密をさぐれ!               | 6月4日         |
| 50                                                                                   | 痛恨のミス……?                           | 6月5日         |
| 51                                                                                   | 決戦前夜                                | 6月8日         |
| 52                                                                                   | おしおきだべ〜                          | 6月9日         |
| 53                                                                                   | モノマネクイズ                          | 6月10日        |
| 54                                                                                   | 屈辱、ドロンジョ                        | 6月11日        |
| 55                                                                                   | ドロンボーに勝つために!                 | 6月12日        |
| 56                                                                                   | スケッチブック                          | 6月15日        |
| 57                                                                                   | ワールドカップへの道                    | 6月16日        |
| 58                                                                                   | トンズラーの真実                        | 6月17日        |
| 59                                                                                   | カープ女子?                             | 6月18日        |
| 60                                                                                   | 正義と悪の三角関係                      | 6月19日        |
| 61                                                                                   | 緊急特集!ドロンジョvsカッツェ!          | 6月22日        |
| 62                                                                                   | 待ち時間とドロンジョ                    | 6月23日        |
| 63                                                                                   | 不気味な沈黙                            | 6月24日        |
| 64                                                                                   | ドロンジョの探し物                      | 6月25日        |
| 65                                                                                   | 自分へのご褒美                          | 6月26日        |
| 66                                                                                   | かたきを討て!ドロンジョ                 | 6月29日        |
| 67                                                                                   | 勝負はクールに……!?                      | 6月30日        |
| 68                                                                                   | トンズラーの向学心                      | 7月1日         |
| 69                                                                                   | 電車のドアが閉まったら……?               | 7月2日         |
| 70                                                                                   | 聴きたい曲                              | 7月3日         |
| 71                                                                                   | ドロンジョをマークしろ!                 | 7月6日         |
| 72                                                                                   | トンズラーは読書家                      | 7月7日         |
| 73                                                                                   | 名画で対決3                             | 7月8日         |
| 74                                                                                   | カッツェと隊員の約束                    | 7月9日         |
| 75                                                                                   | 直撃せよ！ 桝太一!!                     | 7月10日        |
| 76                                                                                   | アルバムクイズ                          | 7月13日        |
| 77                                                                                   | 夏はセレブにダイエット……!?              | 7月14日        |
| 78                                                                                   | 若者に負けるな!                         | 7月15日        |
| 79                                                                                   | ボヤッキーは土足厳禁                    | 7月16日        |
| 80                                                                                   | 現場へ急げ!白鳥のジュン!                | 7月17日        |
| 81                                                                                   | 激突!ジュンとドロンジョ!                | 7月20日        |
| 82                                                                                   | ドクロストーンの向こう側                | 7月21日        |
| 83                                                                                   | 隊員達の成長                            | 7月22日        |
| 84                                                                                   | 世代の違い                              | 7月23日        |
| 85                                                                                   | 高校生クイズ危機一髪!?                  | 7月24日        |
| 86                                                                                   | 新しい名前                              | 7月27日        |
| 87                                                                                   | 立ち上がれ、桝太一!                     | 7月28日        |
| 88                                                                                   | ブレーキランプ5回点滅は･･････           | 7月29日        |
| 89                                                                                   | アンダーソンの疑問                      | 7月30日        |
| 90                                                                                   | 名画で対決4                             | 7月31日        |
| 91                                                                                   | 最後のメッセージ                        | 8月3日         |
| 92                                                                                   | カッツェのおつかい                      | 8月4日         |
| 93                                                                                   | 悪の密約                                | 8月5日         |
| 94                                                                                   | カッツェと三戸なつめ                    | 8月6日         |
| 95                                                                                   | 奈良と前髪                              | 8月7日         |
| 8月10日から8月14日までは夏休み傑作選を放送                                           |                                         |                |
| 96                                                                                   | 冷たい戦い!                             | 8月17日        |
| 97                                                                                   | 打ち上げをやりたい!                     | 8月18日        |
| 98                                                                                   | 悪のハーモニー!?                        | 8月19日        |
| 99                                                                                   | 白熱!ジュンとドロンジョ!                | 8月20日        |
| 100                                                                                  | 世界征服の伝え方                        | 8月21日        |
| 101                                                                                  | 長丁場のバトル                          | 8月24日        |
| 102                                                                                  | 最後の戦い                              | 8月25日        |
| 103                                                                                  | 悪の日傘作戦!                           | 8月26日        |
| 104                                                                                  | 判断力を鍛えろ!                         | 8月27日        |
| 105                                                                                  | それぞれの思い                          | 8月28日        |
| 106                                                                                  | 結束せよ！連合軍                        | 8月31日        |
| 107                                                                                  | 謎の暗号を解け!                         | 9月1日         |
| 108                                                                                  | 理想の新国立競技場を考えろ!             | 9月2日         |
| 109                                                                                  | いざ、カンボジア戦                      | 9月3日         |
| 110                                                                                  | 三戸なつめは何と言って髪を切っているか? | 9月4日         |
| 111                                                                                  | 若者の支持を得よ!                       | 9月7日         |
| 112                                                                                  | アンダーソンの言葉                      | 9月8日         |
| 113                                                                                  | テレビ大好き!                           | 9月9日         |
| 114                                                                                  | 突入せよ！白鳥のジュン!                 | 9月10日        |
| 115                                                                                  | 悪の実戦訓練                            | 9月11日        |
| 116                                                                                  | 謎の企みを探れ！                        | 9月14日        |
| 117                                                                                  | 新曲のタイトルは!?                      | 9月15日        |
| 118                                                                                  | 黙ってない！                            | 9月16日        |
| 119                                                                                  | プロレス女子?                           | 9月17日        |
| 120                                                                                  | 再会                                    | 9月18日        |
| 121                                                                                  | 久々にあやうし！前園真聖!               | 9月21日        |
| 122                                                                                  | 悪の会議の日程は……?                     | 9月22日        |
| 123                                                                                  | ギャラクターからの抗議                  | 9月23日        |
| 124                                                                                  | どのA?                                  | 9月24日        |
| 125                                                                                  | 悪の教育                                | 9月25日        |
| 126                                                                                  | 悪の教育 2                              | 9月28日        |
| 127                                                                                  | カッツェの極秘ミーティング              | 9月29日        |
| 128                                                                                  | 予期せぬ戦い!?                          | 9月30日        |
| 129                                                                                  | カッツェの願い                          | 10月1日        |
| 130                                                                                  | 戦いの直後に・・・・・!?                | 10月2日        |
| 131                                                                                  | 女子とスムージー                        | 10月5日        |
| 132                                                                                  | ふたたび、ドクロストーンの向こう側      | 10月6日        |
| 133                                                                                  | フォローの言葉                          | 10月7日        |
| 134                                                                                  | カプセルの効き目は・・・・・・?         | 10月8日        |
| 135                                                                                  | 今度のカプセルの効き目は・・・・・・?   | 10月9日        |
| 136                                                                                  | 今日だけは・・・・・・!                 | 10月12日       |
| 137                                                                                  | カッツェ不在                            | 10月13日       |
| 138                                                                                  | 女子トーク                              | 10月14日       |
| 139                                                                                  | ヒャダインとの遭遇                      | 10月15日       |
| 140                                                                                  | 本名は前山田健一                        | 10月16日       |
| 10月19日から10月23日まではアニメPeeping LifeとZIP!がスペシャルコラボしたため放送休止 |                                         |                |
| 141                                                                                  | あの情報を入手せよ!                     | 10月26日       |
| 142                                                                                  | 極秘作戦の行方は……?                     | 10月27日       |
| 143                                                                                  | 3つの問題点……？                         | 10月28日       |
| 144                                                                                  | 各々の思い                              | 10月29日       |
| 145                                                                                  | カッツェの悩み解決します!?              | 10月30日       |
| 146                                                                                  | ソロ活の秋                              | 11月2日        |
| 147                                                                                  | 謎の重大計画……!?                        | 11月3日        |
| 148                                                                                  | 燃えよ!連合軍!!                         | 11月4日        |
| 149                                                                                  | 秋の空                                  | 11月5日        |
| 150                                                                                  | ニュアンスは英語で……!?                  | 11月6日        |
| 151                                                                                  | 悪のトップ会談                          | 11月9日        |
| 152                                                                                  | 行楽の秋                                | 11月10日       |
| 153                                                                                  | 怯えるガッチャマン                      | 11月11日       |
| 154                                                                                  | もみじの色                              | 11月12日       |
| 155                                                                                  | たとえ話の行方は……?                     | 11月13日       |
| 156                                                                                  | 新たなカプセルの効き目は……?             | 11月16日       |
| 157                                                                                  | トップシークレットを守れ!               | 11月17日       |
| 158                                                                                  | 秋の夜長                                | 11月18日       |
| 159                                                                                  | もみじの色・その2                       | 11月19日       |
| 160                                                                                  | 非情な男                                | 11月20日       |
| 161                                                                                  | 笑点を初めてみた外国人                  | 11月23日       |
| 162                                                                                  | 予防接種との戦い                        | 11月24日       |
| 163                                                                                  | イチョウ並木にて                        | 11月25日       |
| 164                                                                                  | 負けを認めろ!                           | 11月26日       |
| 165                                                                                  | 操られた前園!?                          | 11月27日       |
| 166                                                                                  | おだてブタRAP パート1                   | 11月30日       |
| 167                                                                                  | ドロンジョの悩み、解決します!?          | 12月1日        |
| 168                                                                                  | ふたりの微妙な距離                      | 12月2日        |
| 169                                                                                  | ジュンの秘密                            | 12月3日        |
| 170                                                                                  | 悪のコンビネーション                    | 12月4日        |
| 171                                                                                  | ピンチと口調                            | 12月7日        |
| 172                                                                                  | 日本テレビをジャックせよ!               | 12月8日        |
| 173                                                                                  | 今なら間に合う!?                        | 12月9日        |
| 174                                                                                  | またも危うし！前園真聖!                 | 12月10日       |
| 175                                                                                  | 晩ごはん                                | 12月11日       |
| 176                                                                                  | 晩ごはん2                               | 12月14日       |
| 177                                                                                  | 土壇場の勝負!?                          | 12月15日       |
| 178                                                                                  | ドクロベエの野望                        | 12月16日       |
| 179                                                                                  | 意外な入隊希望者                        | 12月17日       |
| 180                                                                                  | ジュンの秘密2                           | 12月18日       |
| 181                                                                                  | 先走りすぎた男                          | 12月21日       |
| 182                                                                                  | こらえろ！アンダーソン                  | 12月22日       |
| 183                                                                                  | 年末と前髪                              | 12月23日       |
| 184                                                                                  | サンタクロース                          | 12月24日       |
| 185                                                                                  | 今年最後の戦い                          | 12月25日       |

### 2016年
| 話数                               | サブタイトル                             | 放送日        |
| ---------------------------------- | ---------------------------------------- | ------------- |
| 186                                | 悪の所信表明 2016                        | 2016年 1月5日 |
| 187                                | 悪の年賀状                               | 1月6日        |
| 188                                | ジュンの秘密3                            | 1月7日        |
| 189                                | 同級生                                   | 1月8日        |
| 190                                | 悪のロッカールーム                       | 1月11日       |
| 191                                | おだてブタRAP パート2                    | 1月12日       |
| 192                                | ある隊員の苦悩                           | 1月13日       |
| 193                                | 極秘プロジェクト                         | 1月14日       |
| 194                                | ワンモアタイム                           | 1月15日       |
| 195                                | 街頭インタビュー                         | 1月18日       |
| 196                                | カッツェと雪景色                         | 1月19日       |
| 197                                | ジュンの負けられない戦い                 | 1月20日       |
| 198                                | 電話が遠い                               | 1月21日       |
| 199                                | おもしろい話                             | 1月22日       |
| 200                                | ジュンの秘密4                            | 1月25日       |
| 201                                | ドクロベエとの遭遇                       | 1月26日       |
| 202                                | ひっかけ問題                             | 1月27日       |
| 203                                | 日テレ侵入作戦                           | 1月28日       |
| 204                                | インフォメーションは英語で・・・・・・!? | 1月29日       |
| 205                                | ドクロストーンまでの道のり               | 2月1日        |
| 206                                | 贈る名言                                 | 2月2日        |
| 2月3日は清原和博逮捕報道のため休止 |                                          |               |
| 207                                | おだてブタRAP パート3                    | 2月4日        |
| 208                                | クイズ アンダーソン!                     | 2月5日        |
| 209                                | ギャラクター大喜利大会                   | 2月8日        |
| 210                                | 2人の亀裂!                               | 2月9日        |
| 211                                | 撮りたがる奴ら                           | 2月10日       |
| 212                                | 大勝負のゆくえ                           | 2月11日       |
| 213                                | 義理と女子                               | 2月12日       |
| 214                                | ジュンの秘密5                            | 2月15日       |
| 215                                | それぞれの確定申告                       | 2月16日       |
| 216                                | クイズと女子                             | 2月17日       |
| 217                                | おだてブタRAP パート4                    | 2月18日       |
| 218                                | ドクロストーンを知る男!?                 | 2月19日       |
| 219                                | 悪の納得感                               | 2月22日       |
| 220                                | 必殺技のゆくえ                           | 2月23日       |
| 221                                | ジュンの秘密6                            | 2月24日       |
| 222                                | 生出演の前園へ                           | 2月25日       |
| 223                                | アンダーソンと俳句                       | 2月26日       |
| 224                                | ケンが好きな音楽                         | 2月29日       |
| 225                                | 懐かしい遊び                             | 3月1日        |
| 226                                | 恐怖のレーザーキャノン                   | 3月2日        |
| 227                                | 異変を察知せよ！                         | 3月3日        |
| 228                                | 隊員の主張                               | 3月4日        |
| 229                                | 関西の魂                                 | 3月7日        |
| 230                                | ジュンの秘密7                            | 3月8日        |
| 231                                | 戦いは素手一本！                         | 3月9日        |
| 232                                | 若者の街                                 | 3月10日       |
| 233                                | あやうし!?にっぽんわくわくキャラバン     | 3月11日       |
| 234                                | チョコのお返しは・・・・・・?            | 3月14日       |
| 235                                | またもやアンダーソンと俳句               | 3月15日       |
| 236                                | 結婚の条件                               | 3月16日       |
| 237                                | 小熊アナの悩み・・・・・・!?             | 3月17日       |
| 238                                | 小熊アナの悩み・・・・・・!?その2        | 3月18日       |
| 239                                | ガッチャマンの秘密を探れ!                | 3月21日       |
| 240                                | 悪の執念!?                               | 3月22日       |
| 241                                | 女子と大声                               | 3月23日       |
| 242                                | ヤッターマン参上                         | 3月24日       |
| 243                                | 正義と悪と男と女                         | 3月25日       |

### 傑作選放送
| 話数          | サブタイトル              | 放送日         | 本放送日       |
| ------------- | ------------------------- | -------------- | -------------- |
| 夏休み傑作選1 | 声を潜めて忍び込め!       | 2015年 8月10日 | 2015年 4月21日 |
| 夏休み傑作選2 | 電車のドアが閉まったら……? | 8月11日        | 7月2日         |
| 夏休み傑作選3 | トンズラーの真実          | 8月12日        | 6月17日        |
| 夏休み傑作選4 | ゾロメカ、発進!?          | 8月13日        | 6月2日         |
| 夏休み傑作選5 | あたす あたす……           | 8月14日        | 5月13日        |

## 放送局
◎は『ヤッターマン』（第1作）も放送した局。〇は『科学忍者隊ガッチャマン』も放送した局。
| 放送対象地域   | 放送局                    | 放送期間                                        | 放送日時                                            | 系列                          |           |
| -------------- | ------------------------- | ----------------------------------------------- | --------------------------------------------------- | ----------------------------- | --------- |
| 関東広域圏     | 日本テレビ（NTV）         | 2015年3月30日 - 12月25日 2016年1月5日 - 3月25日 | 月 - 金曜 6:56ごろ - 6:58 月 - 金曜 7:50ごろ - 7:52 | 日本テレビ系列                | 制作局    |
| 青森県         | 青森放送（RAB）           | 2015年3月30日 - 12月25日 2016年1月5日 - 3月25日 | 月 - 金曜 6:56ごろ - 6:58 月 - 金曜 7:50ごろ - 7:52 | 日本テレビ系列                | 〇        |
| 岩手県         | テレビ岩手（TVI）         | 2015年3月30日 - 12月25日 2016年1月5日 - 3月25日 | 月 - 金曜 6:56ごろ - 6:58 月 - 金曜 7:50ごろ - 7:52 | 日本テレビ系列                | ◎         |
| 宮城県         | ミヤギテレビ（MMT）       | 2015年3月30日 - 12月25日 2016年1月5日 - 3月25日 | 月 - 金曜 6:56ごろ - 6:58 月 - 金曜 7:50ごろ - 7:52 | 日本テレビ系列                | [ 注 9 ]  |
| 秋田県         | 秋田放送（ABS）           | 2015年3月30日 - 12月25日 2016年1月5日 - 3月25日 | 月 - 金曜 6:56ごろ - 6:58 月 - 金曜 7:50ごろ - 7:52 | 日本テレビ系列                | [ 注 9 ]  |
| 山形県         | 山形放送（YBC）           | 2015年3月30日 - 12月25日 2016年1月5日 - 3月25日 | 月 - 金曜 6:56ごろ - 6:58 月 - 金曜 7:50ごろ - 7:52 | 日本テレビ系列                | [ 注 12 ] |
| 福島県         | 福島中央テレビ（FCT）     | 2015年3月30日 - 12月25日 2016年1月5日 - 3月25日 | 月 - 金曜 6:56ごろ - 6:58 月 - 金曜 7:50ごろ - 7:52 | 日本テレビ系列                | ◎         |
| 山梨県         | 山梨放送（YBS）           | 2015年3月30日 - 12月25日 2016年1月5日 - 3月25日 | 月 - 金曜 6:56ごろ - 6:58 月 - 金曜 7:50ごろ - 7:52 | 日本テレビ系列                | 〇        |
| 新潟県         | テレビ新潟（TeNY）        | 2015年3月30日 - 12月25日 2016年1月5日 - 3月25日 | 月 - 金曜 6:56ごろ - 6:58 月 - 金曜 7:50ごろ - 7:52 | 日本テレビ系列                | [ 注 9 ]  |
| 長野県         | テレビ信州（TSB）         | 2015年3月30日 - 12月25日 2016年1月5日 - 3月25日 | 月 - 金曜 6:56ごろ - 6:58 月 - 金曜 7:50ごろ - 7:52 | 日本テレビ系列                | [ 注 9 ]  |
| 静岡県         | 静岡第一テレビ（SDT）     | 2015年3月30日 - 12月25日 2016年1月5日 - 3月25日 | 月 - 金曜 6:56ごろ - 6:58 月 - 金曜 7:50ごろ - 7:52 | 日本テレビ系列                | [ 注 9 ]  |
| 富山県         | 北日本放送（KNB）         | 2015年3月30日 - 12月25日 2016年1月5日 - 3月25日 | 月 - 金曜 6:56ごろ - 6:58 月 - 金曜 7:50ごろ - 7:52 | 日本テレビ系列                | [ 注 9 ]  |
| 石川県         | テレビ金沢（KTK）         | 2015年3月30日 - 12月25日 2016年1月5日 - 3月25日 | 月 - 金曜 6:56ごろ - 6:58 月 - 金曜 7:50ごろ - 7:52 | 日本テレビ系列                | [ 注 9 ]  |
| 福井県         | 福井放送（FBC）           | 2015年3月30日 - 12月25日 2016年1月5日 - 3月25日 | 月 - 金曜 6:56ごろ - 6:58 月 - 金曜 7:50ごろ - 7:52 | 日本テレビ系列 テレビ朝日系列 | [ 注 9 ]  |
| 中京広域圏     | 中京テレビ（CTV）         | 2015年3月30日 - 12月25日 2016年1月5日 - 3月25日 | 月 - 金曜 6:56ごろ - 6:58 月 - 金曜 7:50ごろ - 7:52 | 日本テレビ系列                | [ 注 9 ]  |
| 鳥取県・島根県 | 日本海テレビ（NKT）       | 2015年3月30日 - 12月25日 2016年1月5日 - 3月25日 | 月 - 金曜 6:56ごろ - 6:58 月 - 金曜 7:50ごろ - 7:52 | 日本テレビ系列                | [ 注 9 ]  |
| 広島県         | 広島テレビ（HTV）         | 2015年3月30日 - 12月25日 2016年1月5日 - 3月25日 | 月 - 金曜 6:56ごろ - 6:58 月 - 金曜 7:50ごろ - 7:52 | 日本テレビ系列                | 〇        |
| 山口県         | 山口放送（KRY）           | 2015年3月30日 - 12月25日 2016年1月5日 - 3月25日 | 月 - 金曜 6:56ごろ - 6:58 月 - 金曜 7:50ごろ - 7:52 | 日本テレビ系列                | 〇        |
| 徳島県         | 四国放送（JRT）           | 2015年3月30日 - 12月25日 2016年1月5日 - 3月25日 | 月 - 金曜 6:56ごろ - 6:58 月 - 金曜 7:50ごろ - 7:52 | 日本テレビ系列                | 〇        |
| 香川県・岡山県 | 西日本放送（RNC）         | 2015年3月30日 - 12月25日 2016年1月5日 - 3月25日 | 月 - 金曜 6:56ごろ - 6:58 月 - 金曜 7:50ごろ - 7:52 | 日本テレビ系列                | [ 注 9 ]  |
| 愛媛県         | 南海放送（RNB）           | 2015年3月30日 - 12月25日 2016年1月5日 - 3月25日 | 月 - 金曜 6:56ごろ - 6:58 月 - 金曜 7:50ごろ - 7:52 | 日本テレビ系列                | [ 注 9 ]  |
| 高知県         | 高知放送（RKC）           | 2015年3月30日 - 12月25日 2016年1月5日 - 3月25日 | 月 - 金曜 6:56ごろ - 6:58 月 - 金曜 7:50ごろ - 7:52 | 日本テレビ系列                | 〇        |
| 福岡県         | 福岡放送（FBS）           | 2015年3月30日 - 12月25日 2016年1月5日 - 3月25日 | 月 - 金曜 6:56ごろ - 6:58 月 - 金曜 7:50ごろ - 7:52 | 日本テレビ系列                | [ 注 9 ]  |
| 長崎県         | 長崎国際テレビ（NIB）     | 2015年3月30日 - 12月25日 2016年1月5日 - 3月25日 | 月 - 金曜 6:56ごろ - 6:58 月 - 金曜 7:50ごろ - 7:52 | 日本テレビ系列                | [ 注 9 ]  |
| 熊本県         | くまもと県民テレビ（KKT） | 2015年3月30日 - 12月25日 2016年1月5日 - 3月25日 | 月 - 金曜 6:56ごろ - 6:58 月 - 金曜 7:50ごろ - 7:52 | 日本テレビ系列                | [ 注 9 ]  |
| 大分県         | テレビ大分（TOS）         | 2015年3月30日 - 12月25日 2016年1月5日 - 3月25日 | 月 - 金曜 6:56ごろ - 6:58 月 - 金曜 7:50ごろ - 7:52 | 日本テレビ系列 フジテレビ系列 | 〇        |
| 鹿児島県       | 鹿児島読売テレビ（KYT）   | 2015年3月30日 - 12月25日 2016年1月5日 - 3月25日 | 月 - 金曜 6:56ごろ - 6:58 月 - 金曜 7:50ごろ - 7:52 | 日本テレビ系列                | [ 注 9 ]  |
| 北海道         | 札幌テレビ（STV）         | 2016年1月5日 - 3月25日                          | 月 - 金曜 7:50ごろ - 7:52                           | 日本テレビ系列                | [ 注 9 ]  |
| 近畿広域圏     | 読売テレビ（ytv）         | 2016年1月5日 - 3月25日                          | 月 - 金曜 7:50ごろ - 7:52                           | 日本テレビ系列                | [ 注 9 ]  |

## 備考
本作品から、地上波放送に加えて『ZIP!』公式サイトや「日テレ無料TADA!」における動画配信においても、日本テレビのチャンネルロゴ表示が追加された。